# Torbjørn Falkanger
Torbjørn Falkanger (n. 8 octombrie 1927, Trondheim, Norvegia – d. 16 iulie 2013, Trondheim, Norvegia) a fost un săritor cu schiurile ce a reprezentat Norvegia, medaliat olimpic. A participat la o ediție a Jocurilor Olimpice (1952) în care a câștigat o medalie de argint.

## Participări
Lista de mai jos prezintă principalele competiții la care a participat Torbjørn Falkanger de-a lungul carierei.
- Skihopping under Vinter-OL 1952[*]